# 拉丁美洲一体化
拉丁美洲一体化（西班牙語：Integración latinoamericana），又称拉丁美洲主义（latinoamericanismo），可以追溯到西班牙美洲和巴西独立时期，当时就有关于建立一个地区国家或拉丁美洲国家联合体的讨论，以保护该地区新获得的自主权。在几项计划失败后，这一问题直到19世纪后期才再次被提及，但这次围绕的重点是国际贸易问题；伴随着泛美洲主义的兴起，美国在这一计划中发挥了主导作用。赋予这类组织主要的政治目标的想法直到第二次世界大战后才再次突出，当时，冷战开始，但也出现了国际合作的气候，促使像联合国这样的机构得以成立。然而，直到20世纪中期才成立了独具拉丁美洲特色的组织。目前，拉丁美洲最主要的区域性国际组织是拉丁美洲和加勒比国家共同体。